# Sistema MKS de unidades
Sistema MKS de unidades é um sistema de unidades de medidas físicas, ou sistema dimensional, de tipologia LMT (comprimento, massa, tempo), cujas unidades-base são o metro para o comprimento, o quilograma para a massa e o segundo para o tempo.

## Fundamentos
MKS é um Acrónimo/acrônimo maiúsculo para metro–kg (quilograma)–segundo. É o sistema de unidades físicas essencial que originou o Sistema Internacional de Unidades (SI), por este sendo substituído. O SI baseou-se, em essência, no Sistema MKS de unidades, algumas vezes dito (embora impropriamente) "sistema métrico de unidades".
Conquanto haja tendência de unificação internacional por meio do Sistema Internacional de Unidades, o Sistema CGS de unidades e outros ainda são bastante usados em várias áreas e há algumas razões de ordem lógica, outras de fundo histórico, outras ainda de respaldo tradicional.

## Unidades derivadas
Assim como no Sistema internacional, algumas unidades derivadas recebem nomes especiais:
1. newton (para força);
2. joule (para energia, trabalho, calor, etc.);
3. pascal, para pressão;
4. siemens, para condutância;
5. tesla (para campo magnético);
6. weber (para fluxo magnético);
7. lux (para luminância);

## Múltiplos / Subdivisões
| Quilômetro/ Quilómetro (km) |
| Hectômetro/ Hectómetro (hm) |
| Decâmetro (dam)             |
| Metro (m)                   |
| Decímetro (dm)              |
| Centímetro (cm)             |
| Milímetro (mm)              |

| Quilograma (kg) |
| Hectograma (hg) |
| Decagrama (dag) |
| Grama (g)       |
| Decigrama (dg)  |
| Centigrama (cg) |
| Miligrama (mg)  |

| Quilolitro (kl) |
| Hectolitro (hl) |
| Decalitro (dal) |
| Litro (l)       |
| Decilitro (dl)  |
| Centilitro (cl) |
| Mililitro (ml)  |

## Unidades mecânicas MKS
| Grandeza    | Unidade    | Definição (Dimensional) | CGS         |
| ----------- | ---------- | ----------------------- | ----------- |
| comprimento | metro      | m                       | = 10² cm    |
| massa       | quilograma | kg                      | = 10³ g     |
| tempo       | segundo    | s                       | s           |
| força       | newton     | N = 1 kg.m/s²           | = 105 dyn   |
| energia     | joule      | J = 1 kg.m²/s²          | = 107 erg   |
| potência    | watt       | W = 1 kg.m²/s³          | = 107 erg/s |
| pressão     | pascal     | Pa = 1 kg.m-1.s-2       | = 10−5 bar  |